# Galassia nana compatta blu
Per galassia nana compatta blu (GNCB) (in inglese Blue Compact Dwarf Galaxy, BCDG) si intende una galassia nana le cui dimensioni ottiche sono inferiori a 1 kiloparsec, con uno spettro simile alle regioni H II delle galassie spirali e una luminosità > -18 mag.
Questo tipo di galassia contiene grandi gruppi di stelle giovani, calde, di grande massa, tra le quali le più luminose sono blu e nel loro insieme conferiscono anche alla galassia la medesima colorazione. Il consumo di gas è intenso e questo provoca un'ulteriore violenta formazione di nuove stelle che avviene ad un tasso compreso tra 0,13 e 1,3 masse solari all'anno.
Alcune GNCB ricche di gas sono popolate soprattutto da giovani stelle estremamente povere di metalli e ciò si interpreta con il fatto che erano andate incontro ai primi eventi di formazione stellare. Tuttavia altre osservazioni hanno messo in evidenza anche la presenza di popolazioni di stelle più vecchie, con un'età di almeno 1 miliardo di anni. Infine un significativo numero di osservazioni ha suggerito che questo tipo di galassie si siano formate a seguito di interazioni e fusioni con altre galassie nane di piccola massa.
La maggior parte delle GNCB sono classificate come galassie nane irregolari in quanto costituite da molte regioni che contengono ammassi stellari e che impediscono alla galassia di assumere una forma regolare. Talora sono classificate come galassie nane lenticolari. La formazione di nuove stelle comunque può mutare con il passare del tempo la morfologia di queste galassie.
Esempi di galassie nane compatte blu sono:
NGC 1705, NGC 2915, NGC 3353, NGC 5253, UGC 11411, UGCA 281 (o I Zw 36), ESO 553-46 e SBS 1415+437.

## Galleria d'immagini

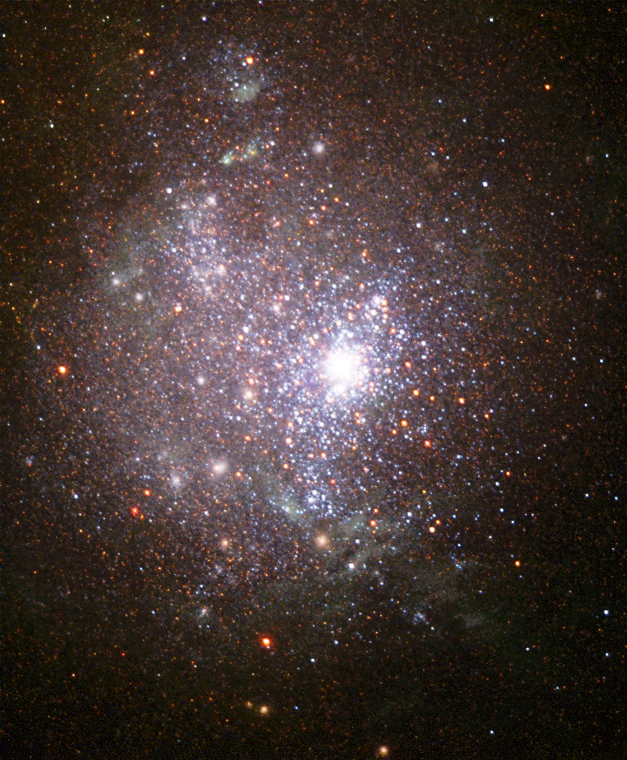
NGC 1705
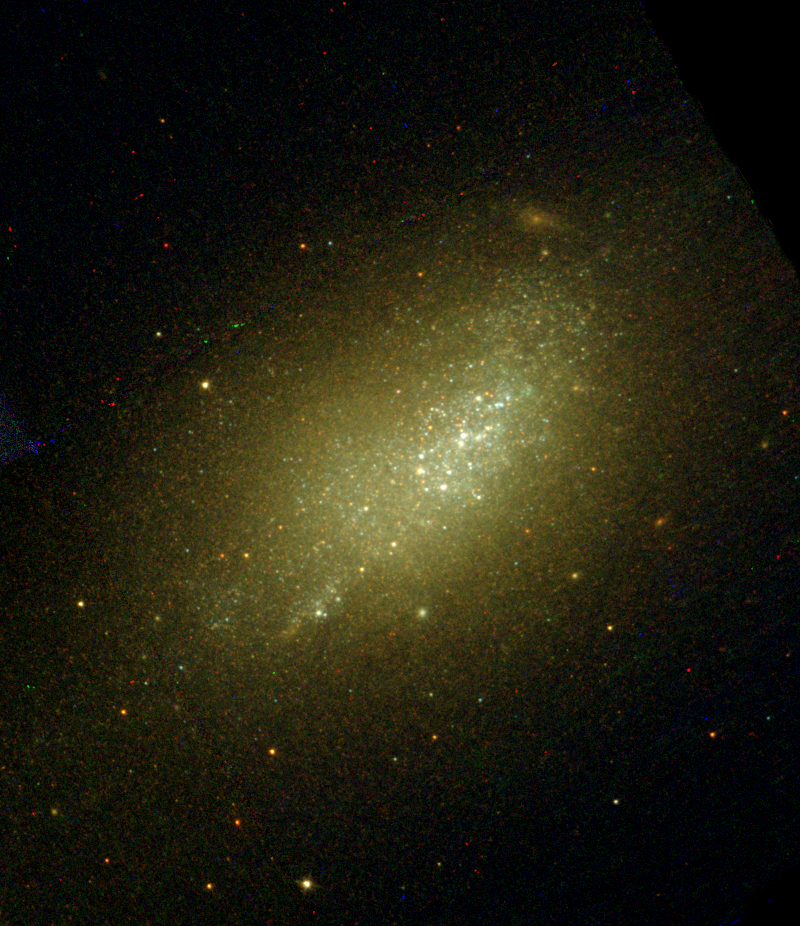
NGC 2915
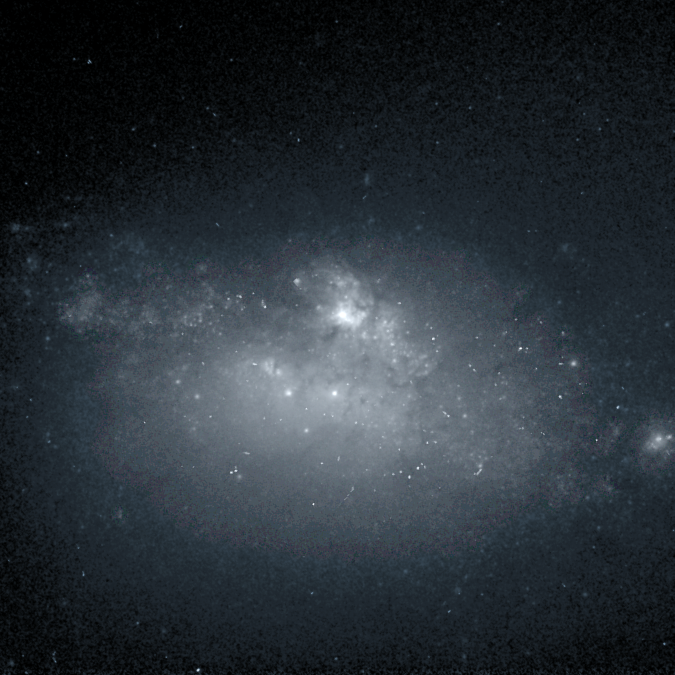
NGC 3353
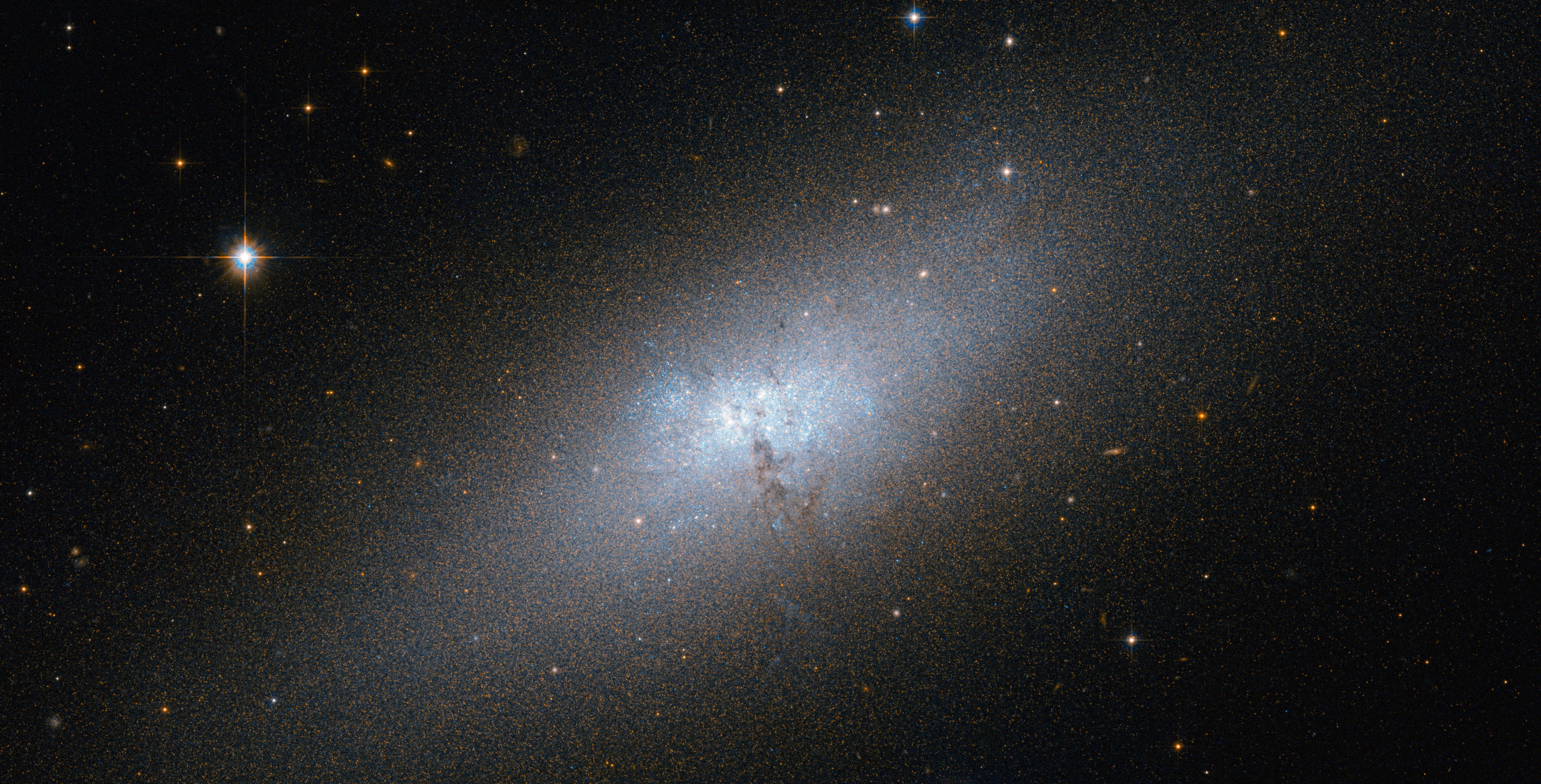
NGC 5253
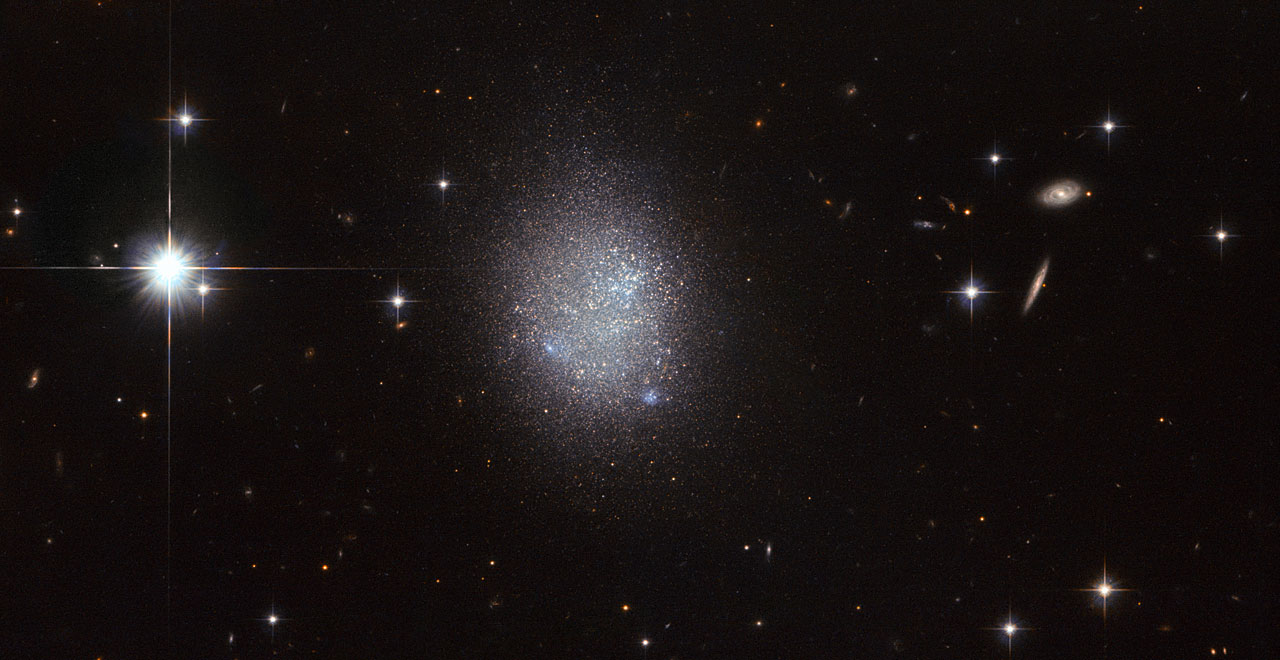
UGC 11411
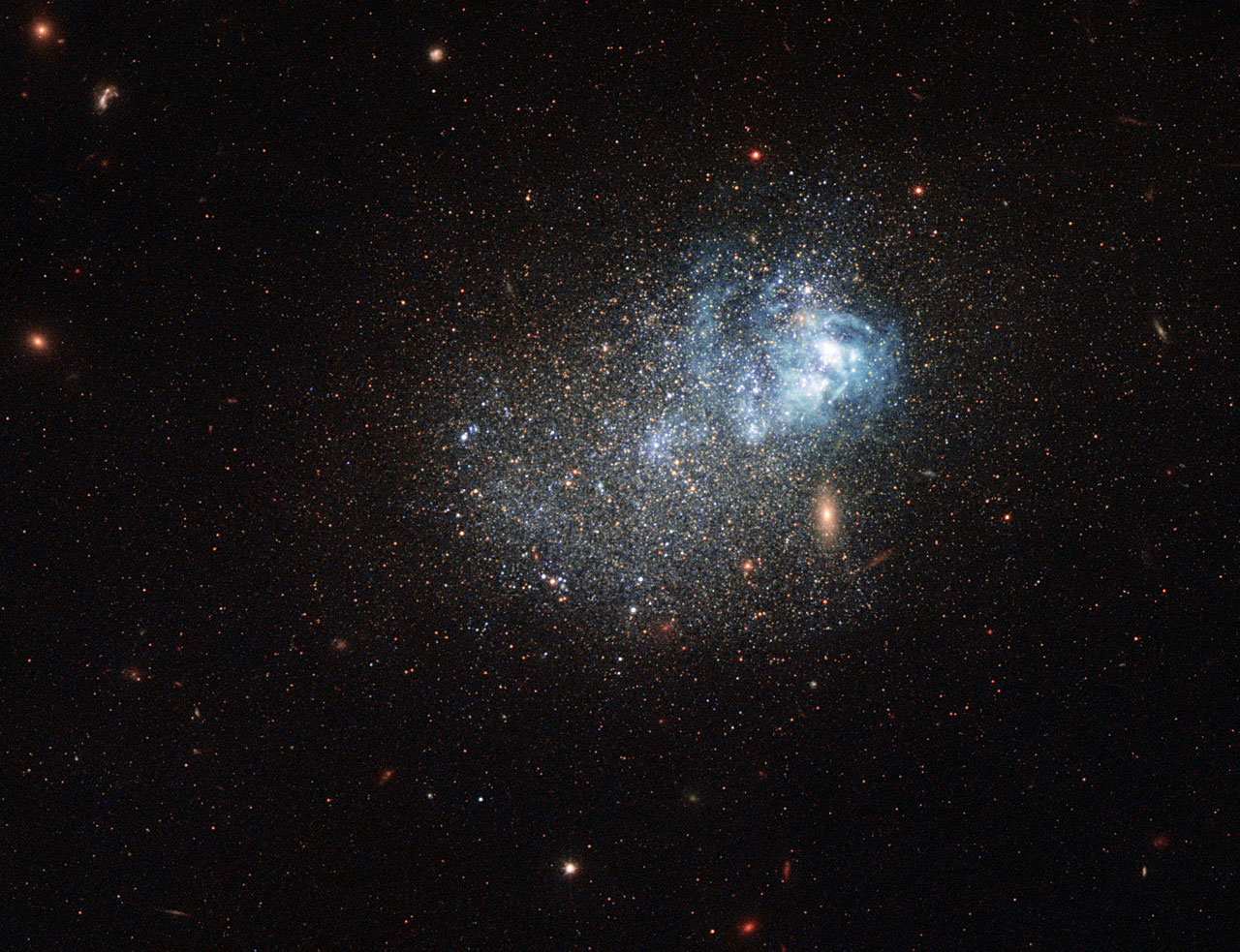
UGCA 281
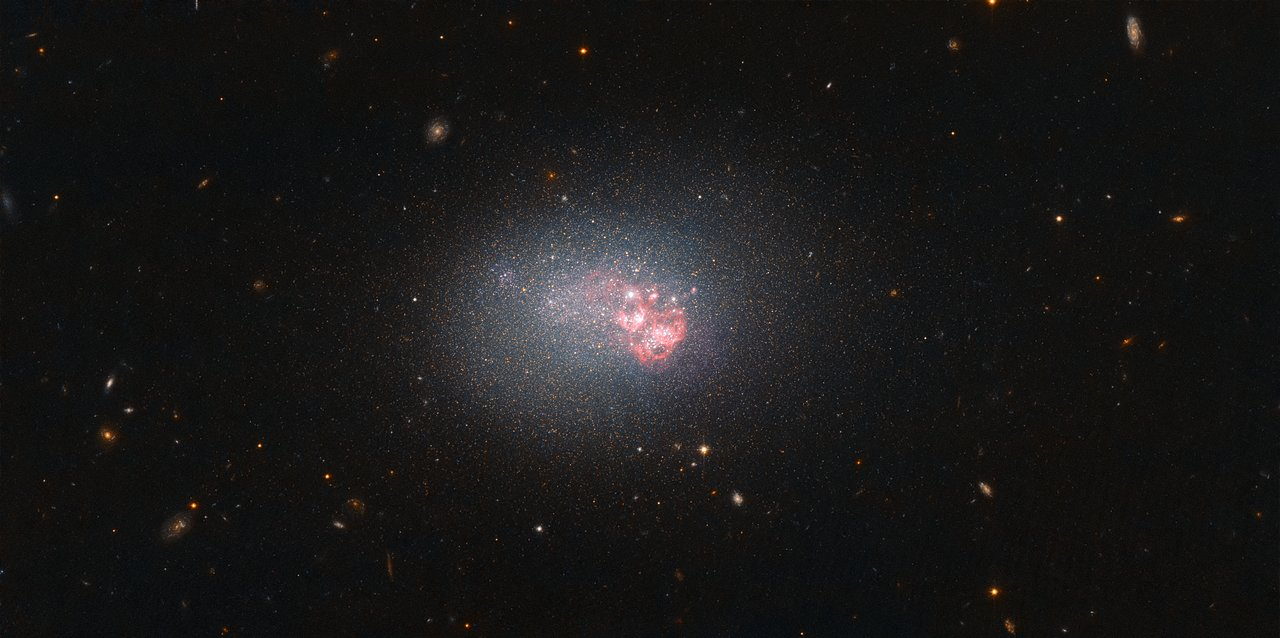
ESO 553-46
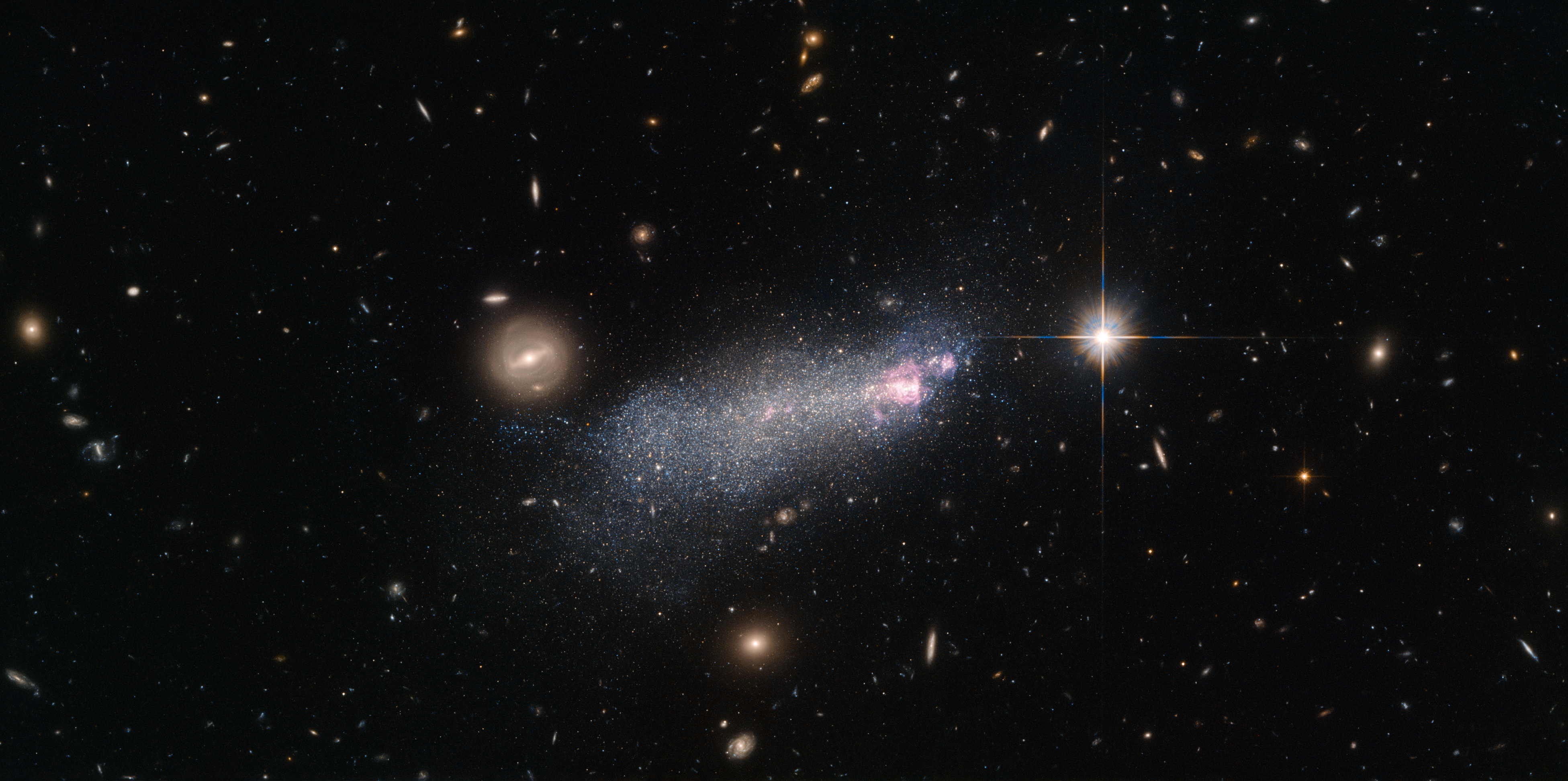
SBS 1415+437